# Park Sokolniki
Sokolniki je velký park, který se rozkládá v severovýchodní části Moskvy, na území stejnojmenného rajónu. Rozloha celého parku je 600 ha; na severu jej ohraničuje silniční okruh MKAD, na jihu Sokolničeský val, na východě Bogorodskoje šosse a na západě pak železniční trať do Jaroslavlu. Již v 16. století se zde nacházely carské sady, byli zde chováni sokoli (odsud také pochází název parku a celé oblasti). V současné době se tu nachází také i lunapark a hokejová hala týmu HC Spartak Moskva.